# Ver.di Publik
ver.di PUBLIK ist die Mitgliederzeitschrift der Gewerkschaft ver.di. Sie erscheint derzeit acht Mal jährlich mit einer Auflage von 1.600.969 Exemplaren, einem Rückgang von 36,9 Prozent seit der Erstausgabe 2002. Die Zusendung ist kostenfrei, da im Mitgliedsbeitrag enthalten.

## Beschreibung
Die Zeitschrift löste nach der Gründung von ver.di verschiedene Publikationen der fünf Quellgewerkschaften ab.
Die Redaktion hat ihren Sitz im Gebäude der ver.di-Bundesverwaltung in Berlin. Der Redaktion gehören sechs Redakteure, von ihnen vier Frauen, sowie vier redaktionelle Mitarbeiterinnen und zwei Bildredakteurinnen an. Chefredakteurin ist seit Juni 2007 Maria Kniesburges.
Die Zeitschrift erscheint im Verlag BSG der ver.di mbH. Produziert und gestaltet wird die Zeitschrift in Hamburg, gedruckt wird sie im Berliner Format in Darmstadt. Den ver.di-Mitgliedern wird die Zeitschrift per Post zugestellt. Beigelegt werden Publikationen der Fachbereiche oder der Berufsgruppen wie die medienpolitische ver.di-Fachzeitschrift M – Menschen Machen Medien oder DRUCK + PAPIER sowie kunst + kultur.
Die Leserschaft setzt sich aus etwa 970.000 Frauen und 890.000 Männern zusammen. Die größte Altersgruppe stellen mit rund 620.000 Lesern die 50- bis 59-Jährigen. Zeitgleich zur Printausgabe erscheint die Zeitung online.
Mit Erscheinen der 3. Ausgabe 2016 kann die Mitgliederzeitung ver.di Publik auch auf Tablets und Smartphones gelesen werden. Dafür muss lediglich die ver.di-App aus dem Appstore (Apple) oder dem Google-Playstore heruntergeladen werden.

## Auflage
Ver.di Publik hat in den vergangenen Jahren deutlich an Auflage eingebüßt. Die verkaufte Auflage ist seit 2002 um 36,9 Prozent gesunken. Sie beträgt gegenwärtig (Stand April 2024) 1.600.969 Exemplare. Das entspricht einem Rückgang von 934.849 Stück. Der Anteil der Abonnements an der verkauften Auflage liegt bei 100 Prozent.
| 1998 | 1999 | 2000 | 2001 | 2002    | 2003    | 2004    | 2005    | 2006    | 2007 | 2008    | 2009    | 2010    | 2011    | 2012    | 2013    | 2014    | 2015    | 2016    | 2017    | 2018    | 2019    | 2020    | 2021    | 2022    | 2023    | 2024    |
| ---- | ---- | ---- | ---- | ------- | ------- | ------- | ------- | ------- | ---- | ------- | ------- | ------- | ------- | ------- | ------- | ------- | ------- | ------- | ------- | ------- | ------- | ------- | ------- | ------- | ------- | ------- |
|      |      |      |      | 2535818 | 2413172 | 2266031 | 2171588 | 2059835 |      | 2001391 | 1980177 | 1928418 | 1905545 | 1900387 | 1922451 | 1899122 | 1906956 | 1884010 | 1855111 | 1837684 | 1835164 | 1811985 | 1757796 | 1708710 | 1723684 | 1600969 |

## Inhalt

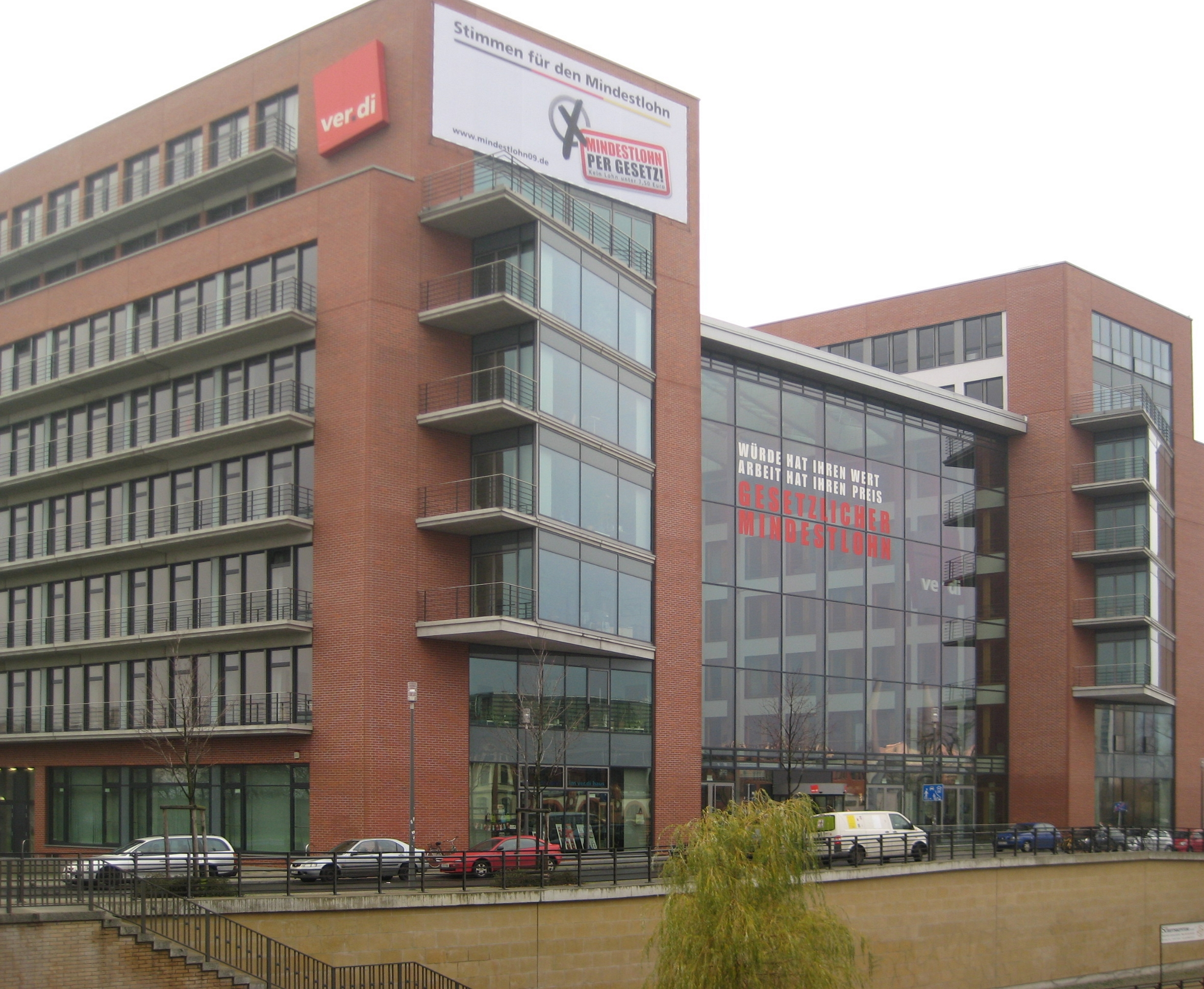
Die Redaktion hat ihren Sitz im Gebäude der ver.di-Bundesverwaltung in Berlin

Die Zeitschrift berichtet über gewerkschaftliche, gesellschaftliche, politische und wirtschaftliche Entwicklungen, das Tarifgeschehen und Arbeitskämpfe. Sie berichtet über Geschehnisse in Betrieben und porträtiert in der Rubrik „Helden der Arbeit“ Mitglieder der Gewerkschaft, deren Arbeit und gewerkschaftlichen oder betrieblichen Einsatz als Betriebsräte. Dabei werden die Leser aufgerufen, selbst Vorschläge für Porträts einzureichen. Der Großteil der Berichte ist mit Adressen von Webseiten versehen, auf denen sich weiterführende Informationen finden.
Die Seite Aus den Bezirken ist für Berichte aus der dritten ver.di-Ebene vorgesehen. Neben dem nationalen Themen wird über europäische und internationales Gewerkschaftsleben und die Arbeit Europäischer Betriebsräte berichtet. In der Ausgabe Mai 2009 wurde die schwedische Gewerkschafterin Wanja Lundby-Wedin vorgestellt, die seit 2007 Präsidentin des Europäischen Gewerkschaftsbundes ist und in Schweden im Zusammenhang mit ihrem Aufsichtsratsmandat in einer Pensionskasse in die Schlagzeilen geraten war.
Auf der Seite Gesellschaft werden Themen unterschiedlichster Art angesprochen. So wurde etwa 2009 über den Chaos Computer Club berichtet, ergänzt durch Hinweise zum sicheren Umgang mit dem Internet.
Neben Themen aus dem Gewerkschafts- und Arbeitsleben wird über Freizeitgestaltung berichtet, auch Gesundheitsthemen werden angesprochen.
Feste Bestandteile der Zeitung sind die Leserbriefe und die Kommentare, die von Redaktionsmitgliedern und Gastkommentatoren geschrieben werden.